# Терновський Сергій Олексійович
Сергі́й Олексі́йович Терно́вський (* 1848 — ?) — брат Пилипа Терновського, історик церкви, член-співробітник Київської археографічної комісії, згодом професор Казанської духовної академії.
Автор монографії «Исследование о подчинении киевской митрополии московскому патриархату» й редактор збірника архівних документів на цю тему в серії «Архивъ Юго-Западной России», ч. 1, т. 5.